# Tschugger
Tschugger est une série télévisée suisse créée par David Constantin et Mats Frey et produite par la SRF en collaboration avec Sky Switzerland.

## Synopsis

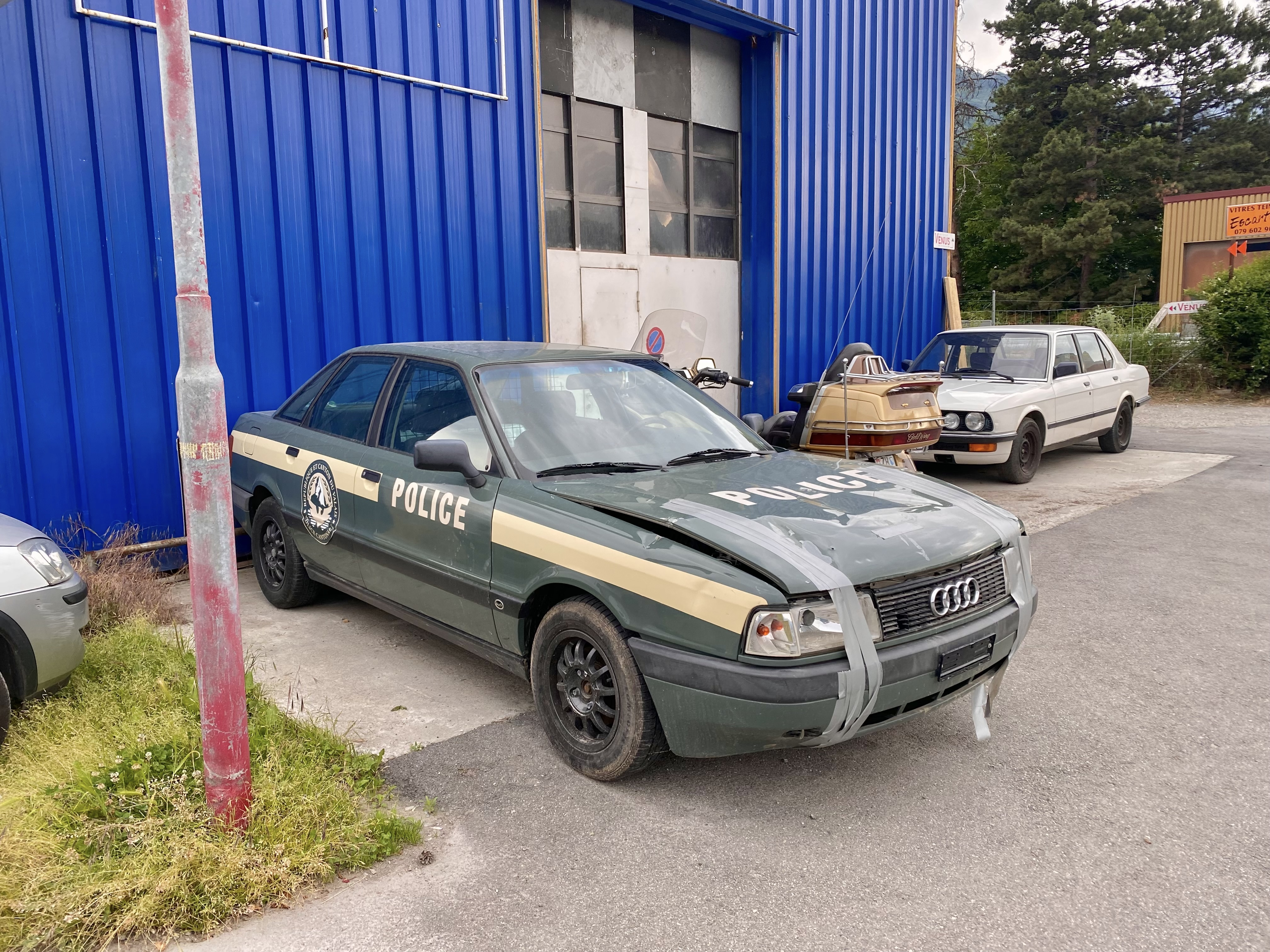
Une voiture de police de la série à Sion.

La série suit les activités d'une centrale de la police cantonale valaisanne. Le narrateur, Johannes « Bax » Schmidhalter (qui a arrêté Bernard Rappaz au début de sa carrière), enquête de son propre chef sur une affaire de trafic de cannabis. En parallèle, la policière de fedpol Annette Brotz mène une enquête interne sur une fête d'entreprise dans le bois de Finges qui a dégénéré. Bax fait appel au stagiaire Patrick « Smetterling » de Zurich pour une enquête secrète. Sous couverture, Smetterling est chargé de faire passer du cannabis à la frontière suisse à l'aide d'un drone. L'opération au col du Simplon est perturbée par deux contrebandiers italiens qui sont abattus par le stagiaire lors d'un échange de coups de feu. Le stagiaire est également touché et grièvement blessé.

## Fiche technique
- Titre original : Tschugger
- Titre français : Tschugger
- Création : David Constantin et Mats Frey
- Réalisation : David Constantin et Leandro Russo
- Scénario : David Constantin, Mats Frey, Rafael Kistler, Leandro Russo, Johannes Bachmann et Arnold Bucher
- Distribution : Johannes Millius, Salomé Raynal, David Haisch et Marysol Fernandez
- Musique : MassiveMusic et Rutger Reinders
- Production : Sophie Toth
- Société de production : Shining Film AG, Schweizer Radio und Fernsehen et Sky Switzerland
- Société de distribution : Schweizer Radio und Fernsehen et Sky Switzerland
- Pays d'origine :  Suisse
- Langue originale : Haut-valaisan
- Genre : comédie policière
- Nombre de saisons : 4
- Nombre d'épisodes : 20
- Durée : 25-32 minutes
- Dates de première diffusion originale : 28 novembre 2021 ( Suisse)

## Distribution
- David Constantin : Johannes « Bax » Schmidhalter
- Dragan Vujic : Pirmin Lötscher
- Anna Rossinelli : Annette Brotz
- Cedric Schild : Patrick « Smetterling »
- Stefan Perceval : Mirko
- Laurent Chevrier : le chef de la police Diego Biffiger
- Annalena Miano : Valmira
- Arsène Junior Page : Juni
- Olivier Imboden : Rinaldo Fricker
- Clelia Fux : Gerda Gerber
- Gabriel Oldham : Frank « Frängi » Cina
- Fabrice Schalbetter : Dr. Mario Schmidhalter

## Production

### Développement

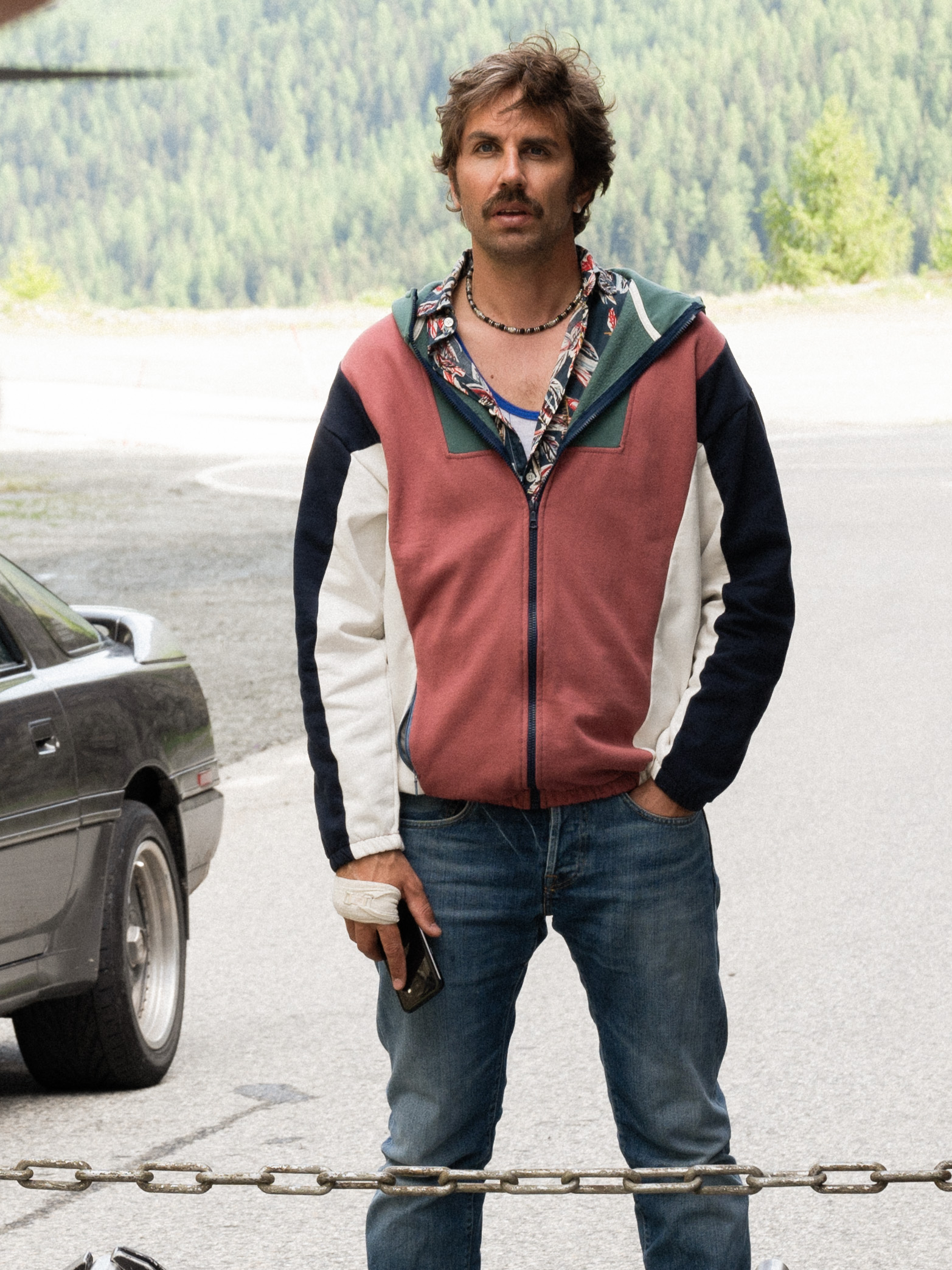
David Constantin, co-créateur de la série et interprète de Bax, durant le tournage de Tschugger.

Le réalisateur de films publicitaires David Constantin présente son idée pour Tschugger à la Schweizer Radio und Fernsehen (SRF) dès 2017. Celle-ci refuse alors car elle trouve l'idée trop proche de Wilder, une autre production de la SRF. En collaboration avec Shining Film AG, Constantin produit alors quelques scènes du premier épisode pour poser l'humour et la tonalité de sa série,. Les extraits convainquent finalement la SRF et la branche suisse de Sky, qui acceptent de coproduire Tschugger. C'est alors la première œuvre originale suisse de Sky Switzerland.
La productrice Sophie Toth de la société Shining Film AG basée à Zurich, produit la série. La réalisation est assurée par David Constantin — connu pour les web-séries Tschutter et Rocco, ainsi que le documentaire Panzerkinder — en coréalisation avec Leandro Russo. Le directeur de la photographie est Rafael Kistler. Les scénarios sont développés sous la direction de David Constantin et Mats Frey — connu pour How to Sell Drugs Online (Fast) — avec les scénaristes Johannes Bachmann, Rafael Kistler, Leandro Russo et Sophie Toth,.

### Choix des interprètes
Les acteurs de la série sont principalement des amateurs originaires du canton du Valais. Le rôle principal de Bax est tenu par le co-créateur de la série David Constantin : « Nous avons auditionné quelques acteurs pour le rôle de Bax avant de nous résoudre à opter pour… moi. Je redoutais un peu de me voir à l’image. De plus, ce n’est pas forcément l’idéal de se retrouver derrière et face à la caméra. Mais nous avons fait des essais et avons finalement recruté un coréalisateur ». Le rôle du coéquipier de Bax, Pirmin, est attribué à un ami d'enfance de Constantin, Dragan Vujic. Acteur amateur, celui-ci a déjà travaillé par le passé avec Constantin sur Tschutter, une web-série fictive suivant les joueurs de FC Salquenen, pour lequel Constantin et Vujic ont tous les deux joués.
La chanteuse Anna Rossinelli est contactée directement par David Constantin pour le rôle de la policière fédérale Annette Brotz. Elle n'a alors jamais joué devant une caméra, bien qu'elle ait l'habitude de monter sur scène : « je me réjouissais beaucoup de ce nouveau défi et, en raison de l'absence de concerts [à cause de la pandémie de Covid-19], il est arrivé à un moment approprié »,,. Le rôle du stagiaire « Smetterling » revient au journaliste Cedric Schild : « David [Constantin] m'a demandé si je pouvais venir au casting et passer une audition. Au début, j'étais sceptique et je lui ai dit : « Je ne suis pas un acteur. Si je me plante, ne me mets pas ça sur le dos ». »,.
Annalena Miano obtient le rôle de la rappeuse Valmira après avoir été découverte dans une école de danse. Ergothérapeute en formation, c'est son premier rôle. Olivier Imboden, qui joue Rinaldo Fricker, est directeur d'une société active dans la construction, Laurent Chevrier, qui joue le commandant de police Biffiger, est un conseiller fiscal et Sebastian Werlen, l'agent de sécurité de l'hôpital, est un conseiller cantonal socialiste. Au total, plus de 150 figurants valaisans ont également participé au tournage.

### Tournage
Le tournage de la première saison a lieu au printemps 2021 et celui de la deuxième saison dure du 20 octobre au 26 novembre 2021,. Les plans en extérieur sont tous tournés en Valais, entre Viège et Collonges, notamment à La Souste, Loèche, Sierre, Crans-Montana, Conthey et Martigny. Pour la deuxième saison, les plans de neige sont tournés à Zinal et Crans-Montana. La série a également pour décors le val d'Hérens et le col du Grand-Saint-Bernard.
Les saisons 3 et 4 de Tschugger sont confirmées en février 2023, avec un tournage prévu au printemps 2023 et une diffusion à la fin de l'année.

## Liste des épisodes

### Saison 1
| № | # | Titre original | Diffusion originale |
| --- | - | -------------- | ------------------- |
| 1 | 1 | Smetterling    | 28 novembre 2021    |
| Afin de mettre la main sur des trafiquants de drogue, Bax envoie le stagiaire Smetterling sous couverture.                                                                |   |                |                     |
| 2 | 2 | Tomatsossu     | 28 novembre 2021    |
| Après un échange de coups de feu au col du Simplon, Smetterling est porté disparu.                                                                                        |   |                |                     |
| 3 | 3 | Rossgagla      | 28 novembre 2021    |
| Bax est chargé de nettoyer les véhicules de la police. À la place, il part à la recherche de la personne qui s'est échappée de la scène de crime au col du Simplon.       |   |                |                     |
| 4 | 4 | Forällu        | 28 novembre 2021    |
| Le suspect du col du Simplon a fait disparaître un témoin alors que Bax est toujours à sa recherche. Ce dernier interroge également Juni et Valmira et veut les arrêter.  |   |                |                     |
| 5 | 5 | Nahtag         | 28 novembre 2021    |
| Valmira se rapproche de son rêve de star du hip-hop. Bax est trahi par un proche. Smetterling, qui était dans le coma, se réveille mais est de nouveau en danger de mort. |   |                |                     |

### Saison 2
| № | # | Titre original | Diffusion originale |
| --- | - | -------------- | ------------------- |
| 6 | 1 | Drogä          | 15 septembre 2022   |
| Bax et Pirmin suivent l'homme qui a tenté d'assassiner Smetterling jusqu'à la statue du Christ-Roi. Valmira est confrontée à Gerda. Juni est persuadé que quelque chose menace le Valais et livre la clef dorée au poste de police. |   |                |                     |
| 7 | 2 | La Bomba       | 15 septembre 2022   |
| Bax est fugitif et demande à Smetterling de l'aider pour un cambriolage. Juni reçoit une demande de rançon pour Valmira et doit livrer la clef qu'il n'a plus à ses ravisseurs.                                                     |   |                |                     |
| 8 | 3 | Schwimmflügeli | 15 septembre 2022   |
| Bax et Smetterling découvrent que la secte veut inonder le Valais en faisant sauter le barrage de la Grande-Dixence. Valmira affronte ses ravisseurs. Primin annonce à Biffiger que Gerda est une traitre.                          |   |                |                     |
| 9 | 4 | Mülwurf        | 15 septembre 2022   |
| Pirmin est arrêté car la police pense qu'il a tué Biffiger. Gerda, la véritable coupable, cherche à s'emparer de la clef à tout prix. Bax est menotté au lit d'une chambre d'hôtel.                                                 |   |                |                     |
| 10 | 5 | Pentagon       | 15 septembre 2022   |
| Bax et Pirmin tentent d'empêcher la démolition du barrage en arrêtant le compte à rebours. |   |                |                     |

### Saison 3
| № | # | Titre original | Diffusion originale |
| --- | - | -------------- | ------------------- |
| 11 | 1 | Tabula Rasa    | 19 novembre 2023    |
| Bax vit désormais à Berne et vend des smoothies entre deux réunions pour se ressourcer. Pirmin assume désormais son rôle de nouveau père et mène une enquête sur un meurtre maquillé en suicide. Valmira tente de percer dans l’industrie de la musique. |   |                |                     |
| 12 | 2 | Toxisch        | 19 novembre 2023    |
| Bax tente de protéger sa nouvelle voisine et collègue Julie des escrocs du monde des rencontres en ligne alors que Pirmin ne réussit pas à clore son enquête.                                                                                            |   |                |                     |
| 13 | 3 | Bill Geits     | 2 décembre 2023     |
| Bax, désormais soupçonné de meurtre, tente avec Juni de rejoindre le Valais après avoir été abandonné au milieu des Alpes. Pirmin doit désormais faire disparaître un corps afin de protéger sa femme Regina.                                            |   |                |                     |
| 14 | 4 | Prepperling    | 3 décembre 2023     |
| Bax, Juni et Pirmin se lancent à la recherche Smetterling dans le bois de Finges, où ce dernier se cache en mode survivaliste et traque les mafieux. |   |                |                     |
| 15 | 5 | Papatag        | 10 décembre 2023    |
| Valmira tend un piège à la mafia alors que Bax et Pirmin qui enquêtent sur le double meurtre, se retrouvent au cœur du SRC. |   |                |                     |

### Saison 4
| № | # | Titre original | Diffusion originale    |
| --- | - | -------------- | ---------------------- |
| 16 | 1 | Z i z i        | novembre-décembre 2024 |
| Bax squatte le garage de Pirmin alors que Juni est prête à tout pour propulser Valmira sous les projecteurs.                                                       |   |                |                        |
| 17 | 2 | Wouf!          | novembre-décembre 2024 |
| Bax se retrouve salement amoché après une dispute et l'aide à domicile est soupçonnée de terrorisme.                                                               |   |                |                        |
| 18 | 3 | Bananatime     | novembre-décembre 2024 |
| Bax et Pirmin découvre la double vie de Regina, l'affaire Platon est relancée, une tueuse à gages entame une traque et Valmira touche son rêve du bout des doigts. |   |                |                        |
| 19 | 4 | Princesse      | novembre-décembre 2024 |
| Bax et Pirmin découvre l'activité secrète de Regina et une catastrophe nucléaire menace à la suite d'une boulette.                                                 |   |                |                        |
| 20 | 5 | Beverly Hills  | novembre-décembre 2024 |
| Bax et Pirmin doivent maintenant sauver le Valais (et le monde!) et libérer une princesse.                                                                         |   |                |                        |

## Diffusion
La première saison de Tschugger est diffusée en avant-première le 14 novembre 2021 au Festival international du film de Genève (GIFF), puis par la Schweizer Radio und Fernsehen à partir du 28 novembre 2021 sur SRF 1. Elle est disponible simultanément sur les services de streaming Sky Show et Play Suisse à la même date. La deuxième saison est également présentée en avant-première au GIFF. La saison débute ensuite le 15 septembre 2022 en exclusivité sur Sky Show. Elle est diffusée par la SRF du 18 au 21 décembre 2022 et est mise en ligne simultanément sur Play Suisse,.
Sky commercialise également la série à l'international. En Allemagne et en Autriche, Tschugger est lancé le 12 mai 2022. Pour la version suisse, les dialogues parlés en haut-valaisan sont sous-titrés en allemand. Ceci a provoqué une petite controverse, le journaliste du Blick Michel Imhof, originaire du Haut-Valais, estimant qu'il s'agit de « paternalisme ». Pour la version allemande, tous les acteurs et actrices se sont doublés eux-mêmes afin de conserver le charme de l'accent valaisan. Sky prévoit également de sortir la série en version doublée en anglais en Grande-Bretagne,.

## Réception

### Audiences
Lors de sa diffusion par SRF 1, la saison 1 de Tschugger est regardée par 446 000 spectateurs et réalise ainsi 33,9 % de part de marché en Suisse alémanique. C'est le troisième programme de fiction en première diffusion le plus regardé de l'année 2021 sur une chaîne de la Schweizer Radio und Fernsehen, derrière la saison 3 de Wilder et la saison 1 de Neumatt. C'est également le programme le plus regardé de la plateforme Play Suisse sur l'année 2021. Au total, la saison 1 a été vue un million de fois sur les plateformes en ligne Play SRF et Play Suisse. Selon David Constantin : « C'est la première fois qu'une production suisse a eu une si grosse différence d'audience entre la diffusion en ligne et celle à la télévision ».

### Critiques
Timo Posselt du Süddeutsche Zeitung a écrit : « Le burlesque de Tschugger est si systématiquement mis en place qu'il est difficile de ne pas s'attacher immédiatement aux personnages riches en types. De nombreux rôles secondaires sont tenus par des amateurs locaux. […] En Suisse, ce n'est pas seulement la moitié de la nation télévisuelle qui a ri de cette série de clichés affectueux, mais aussi la fameuse vallée elle-même : Tschugger a été projeté dans le canton montagneux dans des salles de cinéma remplies de Valaisans riant aux larmes »,.
Dans Die Tageszeitung, Jens Müller recommande : « Il faut donc absolument voir [la série] en version originale ».

## Distinctions
En 2021, David Constantin reçoit la pelle d'humour lors du 30e festival d'humour d'Arosa. En 2023, il reçoit le prix Swissperform de la meilleure interprétation dans un rôle principal aux Journées de Soleure.